# Museo Calouste Gulbenkian
El Museo Calouste Gulbenkian es una colección de arte antiguo y moderno de la ciudad de Lisboa, que abarca obras del Antiguo Egipto, arte del mundo islámico, China y Japón, así como artes decorativas francesas, joyas de René Lalique y pinturas de maestros como Rembrandt, Rubens, Monet, Renoir, Manet, Edgar Degas y Turner.
Está integrado por más de seis mil piezas adquiridas por el empresario de origen armenio Calouste Gulbenkian (1869-1955) a lo largo de su vida, durante la primera mitad del siglo XX, de las cuales están expuestas unas mil obras que conforman la "Colección del Fundador", además de la "Colección Moderna" que representa el mayor acervo de arte portugués del siglo XX. Está gestionado por la Fundación Calouste Gulbenkian como parte del conjunto que funciona en el edificio sede y parque de la Fundación Calouste Gulbenkian y que también incluye una biblioteca de arte y archivos, la iniciativa Música Gulbenkian, una editorial, el Jardín Gulbenkian y el Instituto Gulbenkian de Ciencia.

## Historia

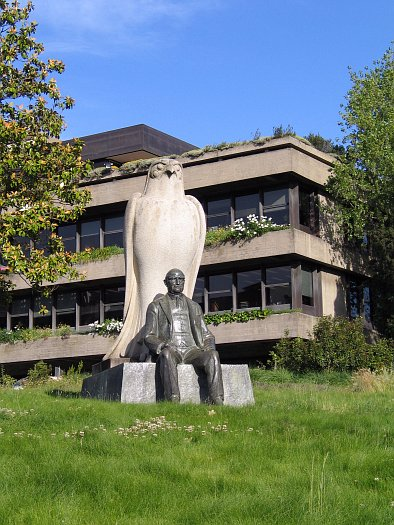
Estatua de Calouste Gulbenkian en los jardines de la Fundación.

El museo se inauguró en 1969, respetando el testamento del empresario petrolero y filántropo Calouste Gulbenkian, nacido en una familia armenia en Estambul, quien a lo largo de su vida recopiló una colección de obras de arte de más de seis mil piezas que incluyen pinturas, esculturas, objetos y libros que abarcan desde el antiguo Egipto hasta el siglo XX. Algunas de las pinturas más importantes (como dos de Rembrandt) las obtuvo del Hermitage de San Petersburgo en 1930-31, gracias a que las autoridades soviéticas accedieron a vender piezas importantes del museo para recaudar dinero con destino al Plan Quinquenal. 
Desde 1930 almacenó la colección en su residencia de París en la avenida d'Iéna, que en la actualidad es una de las sedes de la Fundación Calouste Gulbenkian. Empujado durante la Segunda Guerra Mundial por un incidente diplomático (según la legislación inglesa, pasaba a ser considerado enemigo de los Aliados), Gulbenkian se instaló en el hotel Aviz, en Lisboa, ciudad en la que pasaría el resto de sus días.
Con la colección diseminada entre el Museo Británico, la Galería Nacional de Londres y otros museos americanos y franceses, Gulbenkian decidió donarla al gobierno portugués y para tal fin ideó la fundación que llevaría su nombre, creada en 1956 tras su muerte. En 1960 se reunió su legado en el Palacio del marqués de Pombal, obras que fueron allí exhibidas entre 1965 y 1969.
El edificio del museo y todas las construcciones de la fundación en el Parque Calouste Gulbenkian son obra de los arquitectos Alberto Pessoa, Pedro Cid y Ruy de Athouguia, quienes ganaron un concurso en 1959, mientras que el paisajismo de los jardines es de Gonçalo Ribeiro Telles y Antonio Viana Barreto. Los trabajos estuvieron concluidos en 1969.

## Colecciones
El museo incluye la "Colección del Fundador" (legadas por Gulbenkian, con arte antiguo, numismática, pintura, escultura y artes decorativas europeas) y la "Colección Moderna" (más de diez mil obras, con una introducción a la historia del arte y a la cultura de Portugal desde principios del siglo XX hasta la actualidad), que se complementan con exposiciones temporales.
La "Colección del Fundador" consta de dos circuitos independientes: las salas de arte egipcio, greco-romano, mesopotámico, islámico, armenio y del Extremo Oriente (que incluyen numismática, azulejos, cerámicas, tapices y manuscritos), y el circuito de arte europeo de los siglos X al XIX (con esculturas, pinturas, mobiliario, libros antiguos y la colección de joyería de René Lalique).

### Salas de la "Colección del Fundador"
- Sala 1: Arte egipcio

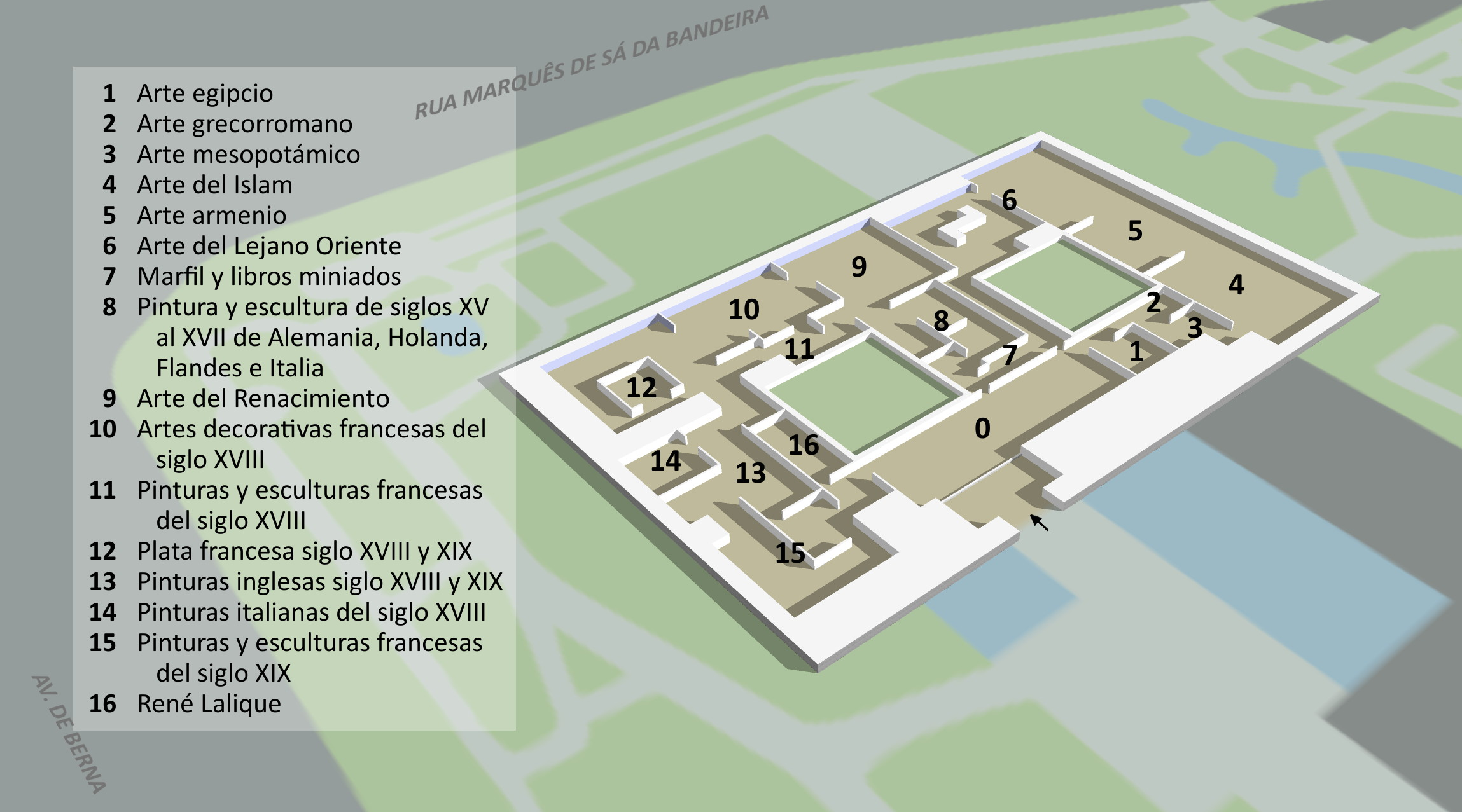
Plano del museo.

Colección de estatuas egipcias que abarcan el período tardío, el imperio nuevo e incluso el Imperio Antiguo.
- Sala 2: Arte grecorromano

Colección de vasijas, monedas, esculturas, vidrio y joyas del Imperio romano.
- Sala 3: Arte mesopotámico

Bajorrelieve asirio del siglo IX a. C.
- Sala 4: Arte del Islam

Jarrones, vajilla, azulejos y textiles persas, turcos y sirios de los siglos XIII al XVII.
- Sala 5: Arte armenio

Pequeña colección de arte armenio del siglo XVII que incluye una biblia iluminada y un evangeliario.
- Sala 6: Arte del Lejano Oriente

Objetos chinos y japoneses del siglo XII al XIX.
- Sala 7: Marfil y libros miniados

Inicio del segundo circuito, sobre el arte europeo, con una colección de marfiles y manuscritos iluminados, libros impresos y encuadernaciones producidos entre el siglo XII y la primera mitad del siglo XX.
- Sala 8: Pintura y escultura de siglos XV al XVII de Alemania, Holanda, Flandes e Italia

Obras de Dirk Bouts (La anunciación), Rogier van der Weyden (San José, Santa Catalina de Alejandría), Pedro Pablo Rubens (Retrato de Helene Fourment), Anton van Dyck (Retrato de hombre), Frans Hals (Retrato de Sara Andriesdr. Hessix), Rembrandt (Palas Atenea, Figura de anciano), Cima da Conegliano (Conversación sacra) y Vittore Carpaccio (Sagrada familia y donantes), así como Retrato de dama joven de Domenico Ghirlandaio y Retrato de Marco Antonio Savelli de Giovanni Battista Moroni.
- Sala 9: Arte del Renacimiento

Tapices según cartones de Giulio Romano y obras del Renacimiento.
- Sala 10: Artes decorativas francesas del siglo XVIII

Tapices, conjunto de mobiliario y piezas de joyería francesas.
- Sala 11: Pinturas y esculturas francesas del siglo XVIII

Pinturas de Hubert Robert (La alfombra verde) y esculturas de Jean-Baptiste Lemoyne, Pigalle (Escultura de niño), Caffieri y Houdon (Diana cazadora).
- Sala 12: Plata francesa siglo XVIII y XIX

Piezas de oro y plata de artistas como Jacques Roettiers y Antoine-Sébastien Durand.
- Salas 13, 14 y 15: Pinturas y esculturas

Colección de pinturas inglesas del siglo XVIII al XIX, lienzos italianos del siglo XVIII, y pinturas y esculturas francesas del siglo XIX. Se exhiben obras de Francesco Guardi (Fiesta de asunción en la Plaza San Marcos, Regata en el Gran Canal), Thomas Gainsborough (Retrato de Mrs. Lowndes-Stone), Jean-Honoré Fragonard (La isla del amor), Jean-Baptiste Camille Corot (El puente de Mantes, Ville d'Avray), Joseph Turner (Quillebeuf, desembocadura del Sena), Pierre-Auguste Renoir (Retrato de Madame Monet), François Boucher, Édouard Manet (Las pompas de jabón, El joven de las cerezas), Edgar Degas (Autorretrato (Degas-Saluant), Retrato de Henri Michel-Lévy), Claude Monet (Naturaleza muerta, El deshielo) y Henri Fantin-Latour (Naturaleza muerta o La mesa Garnier). También hay esculturas de Carpeaux, Barye, Dalou y Rodin.
- Sala 16: Rene’Lalique

Colección de joyas y objetos de cristal de René Lalique, una de las más importantes del mundo.

## Galería

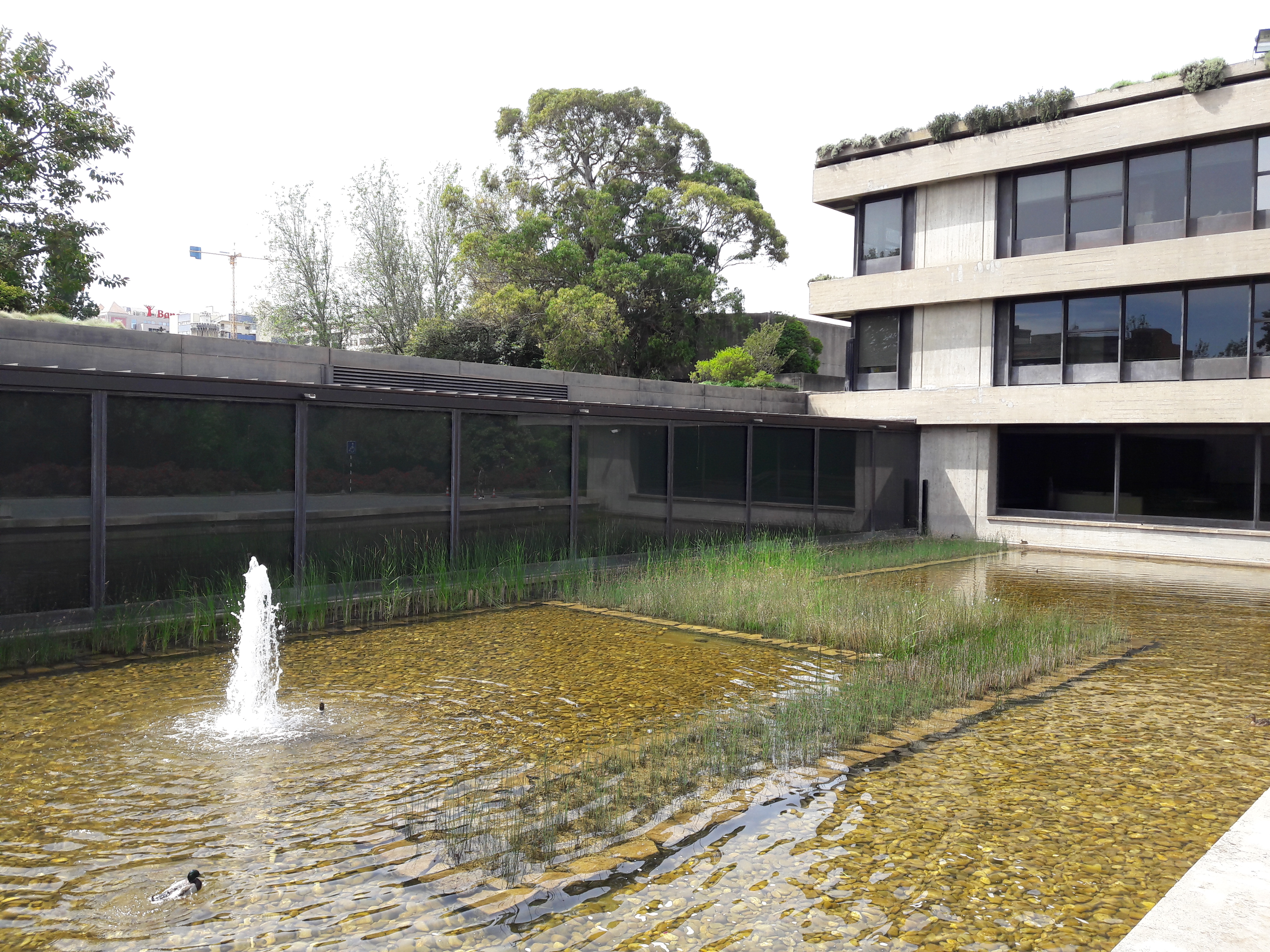
Exterior del museo.
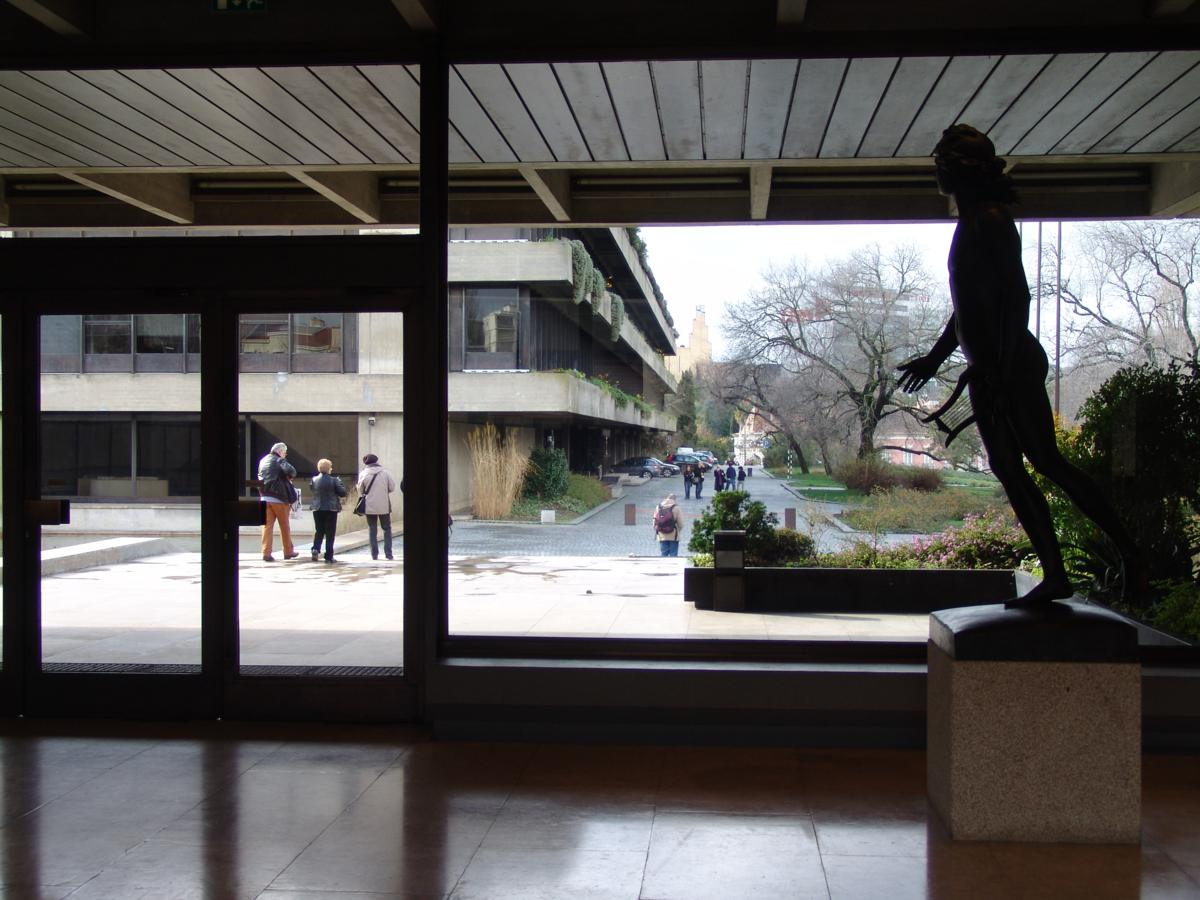
Ingreso.
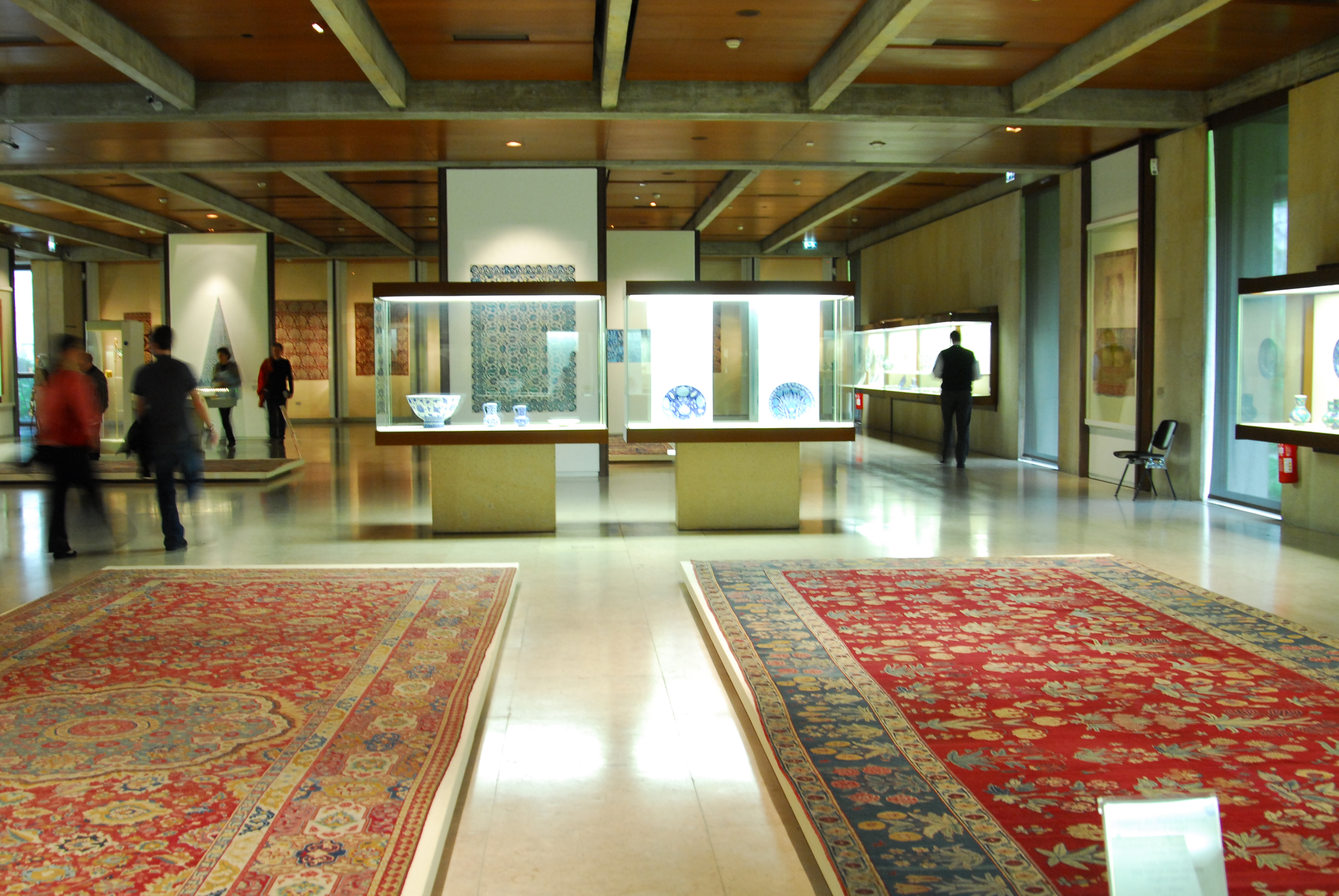
Sala islámica.
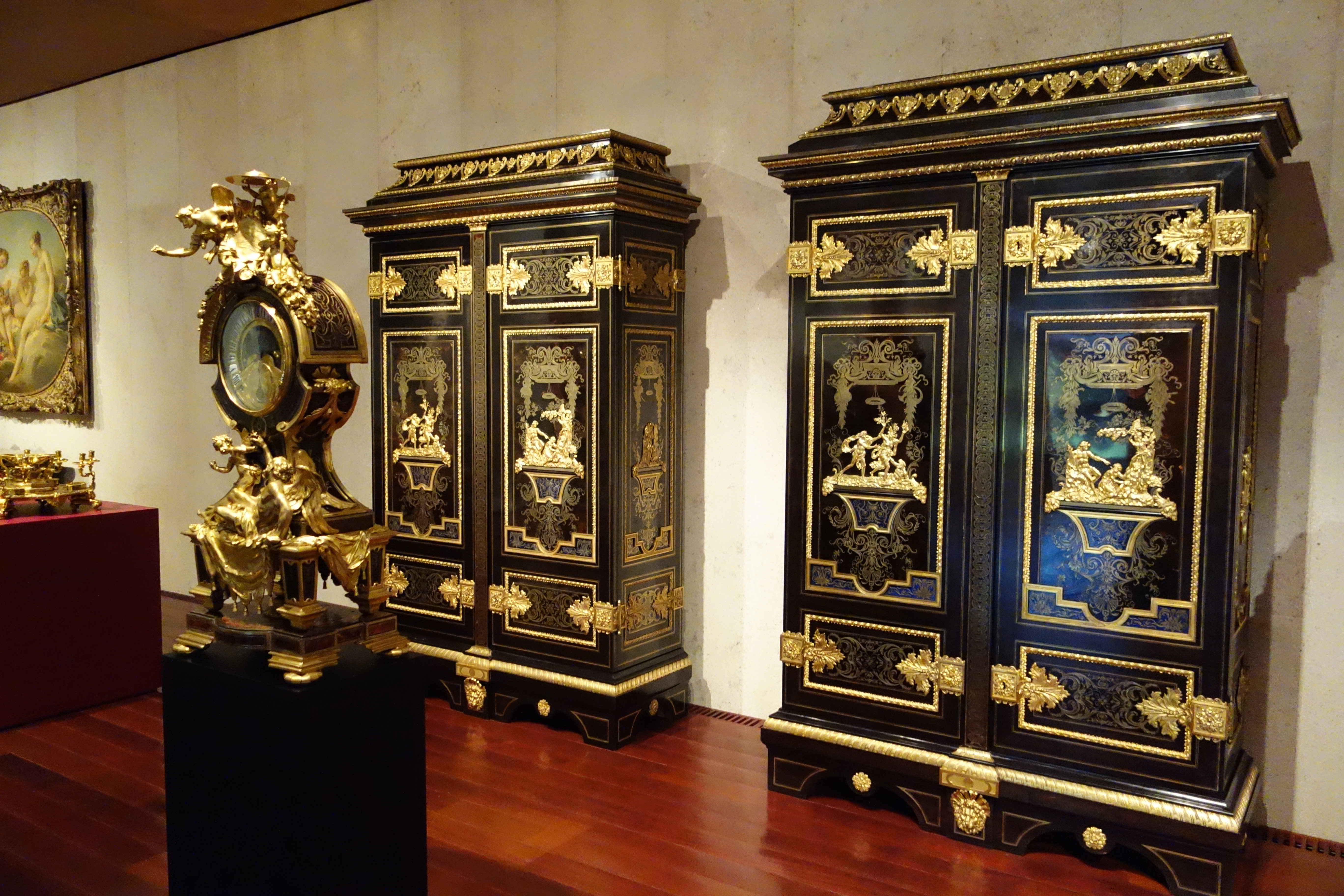
Colección de mobiliario.
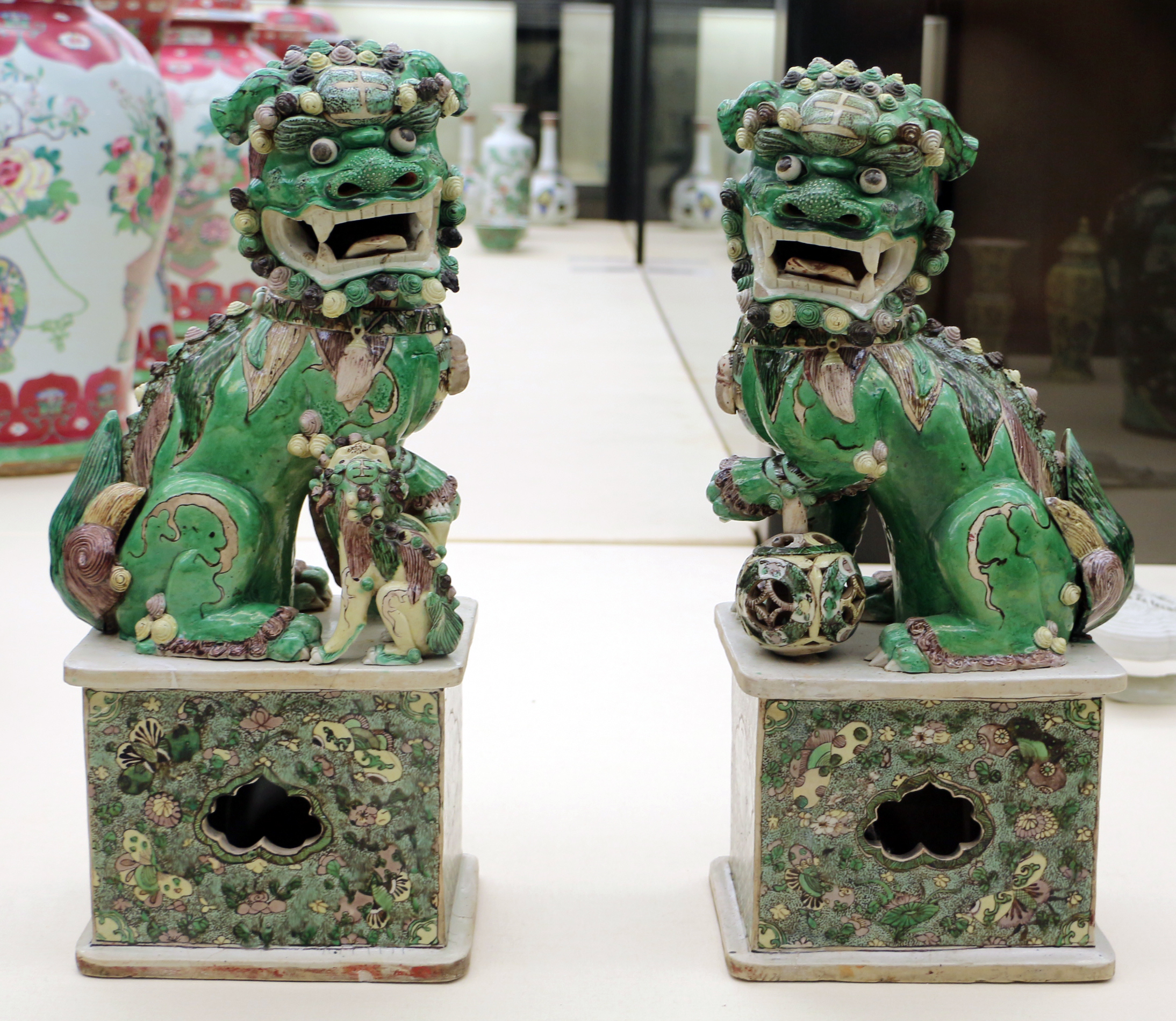
Arte chino.
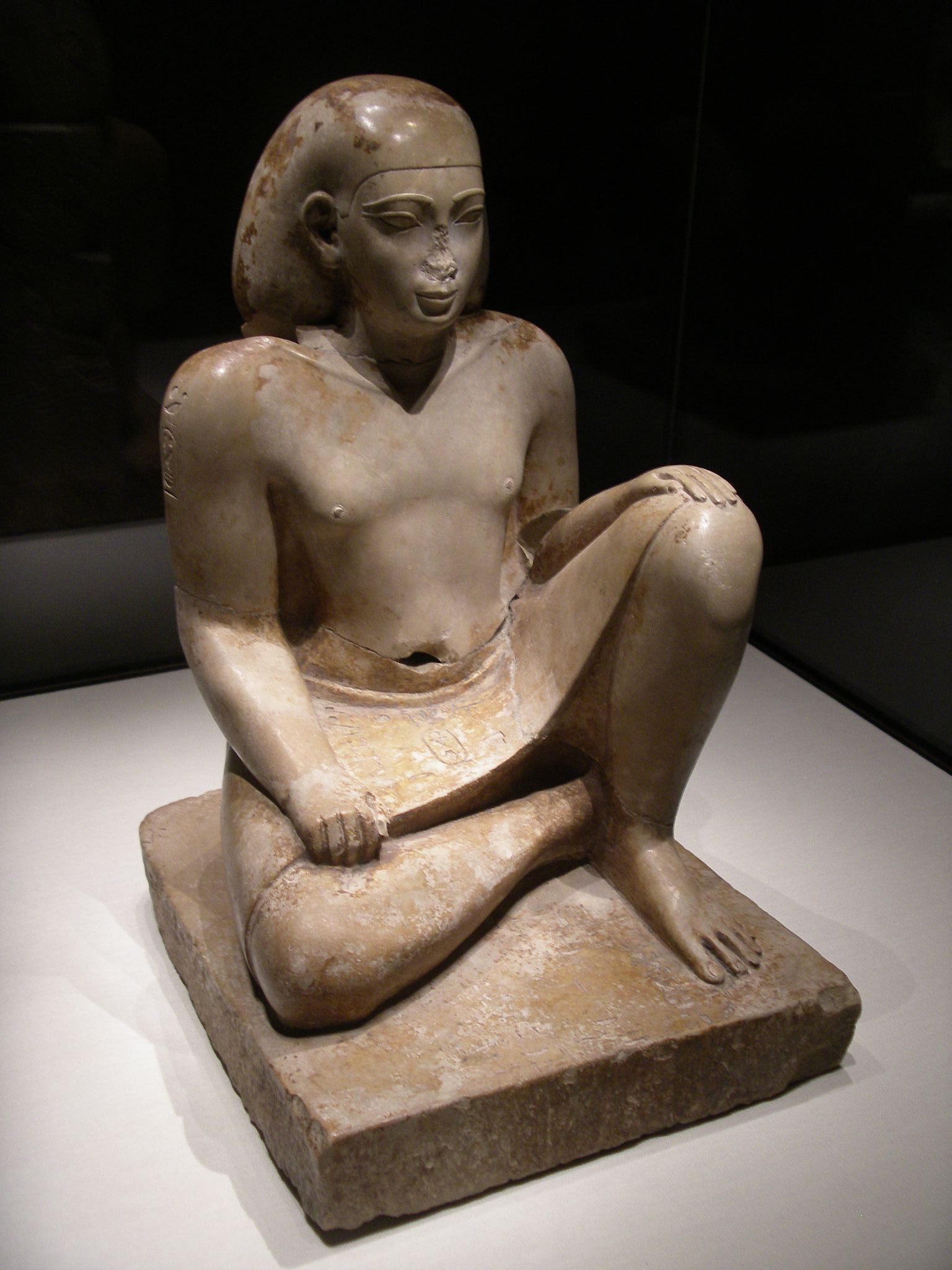
Arte egipcio.
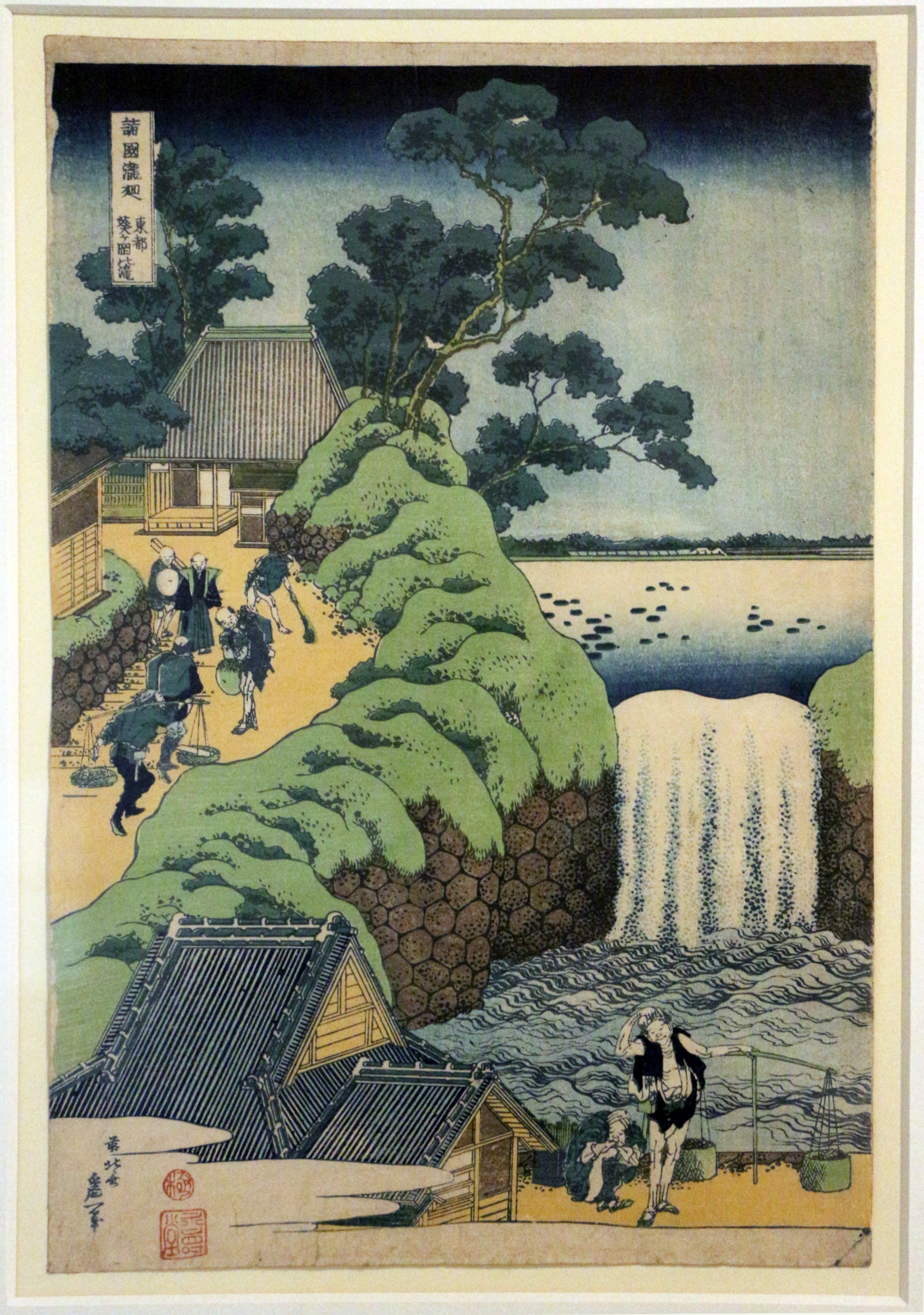
Hokusai, arte japonés.
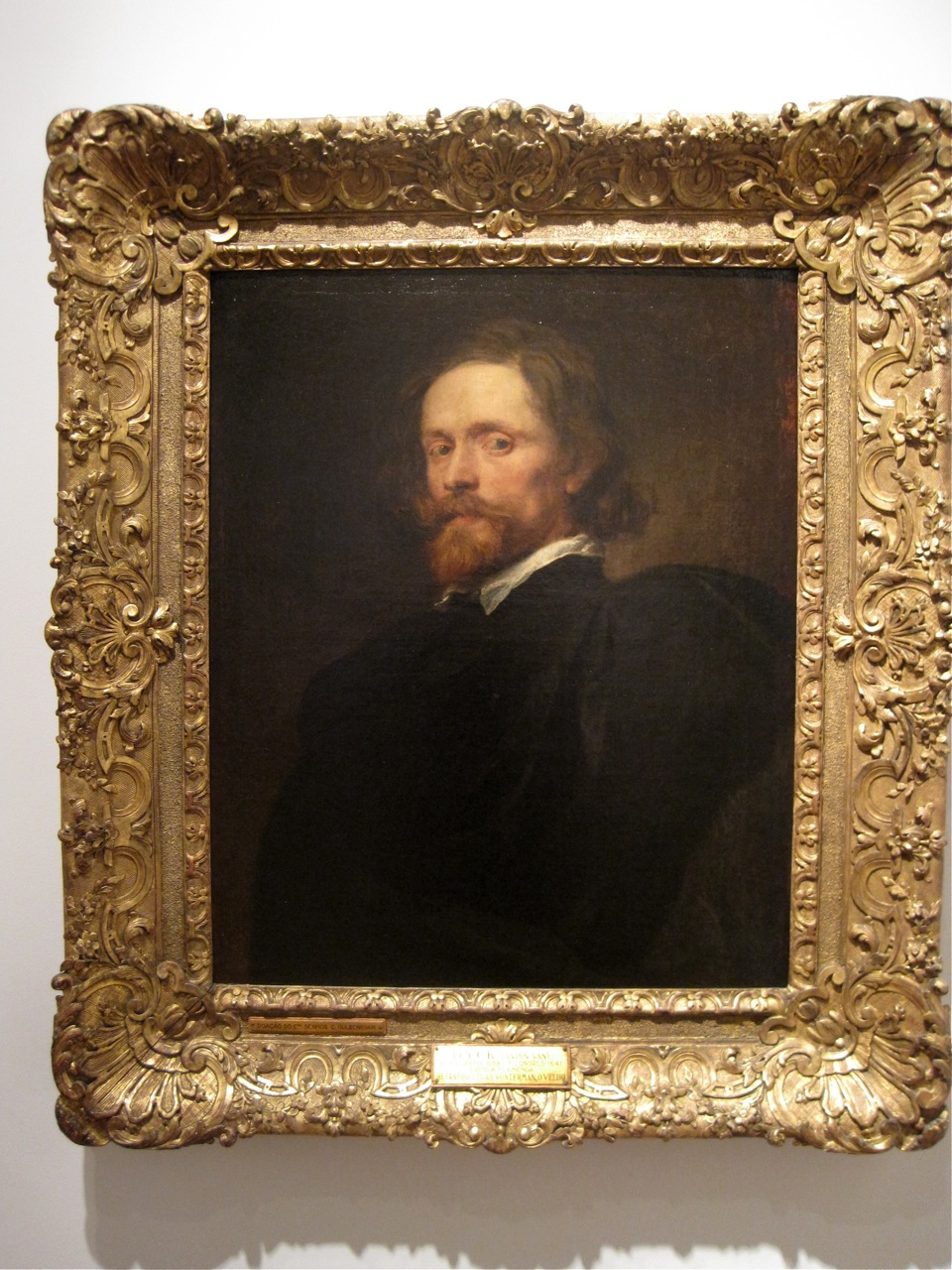
Retrato de Van Dyck.
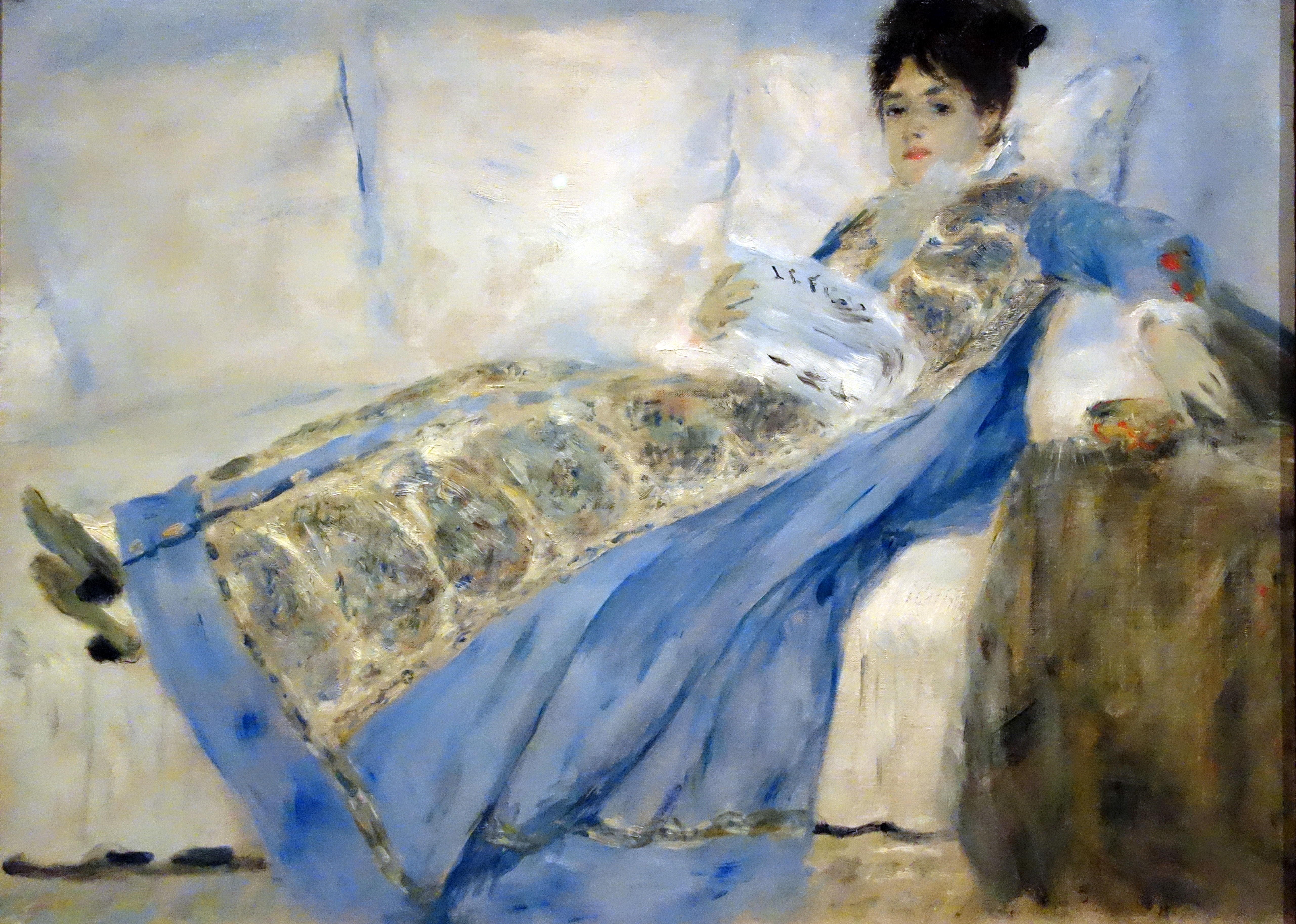
"Madame Monet leyendo", de Renoir
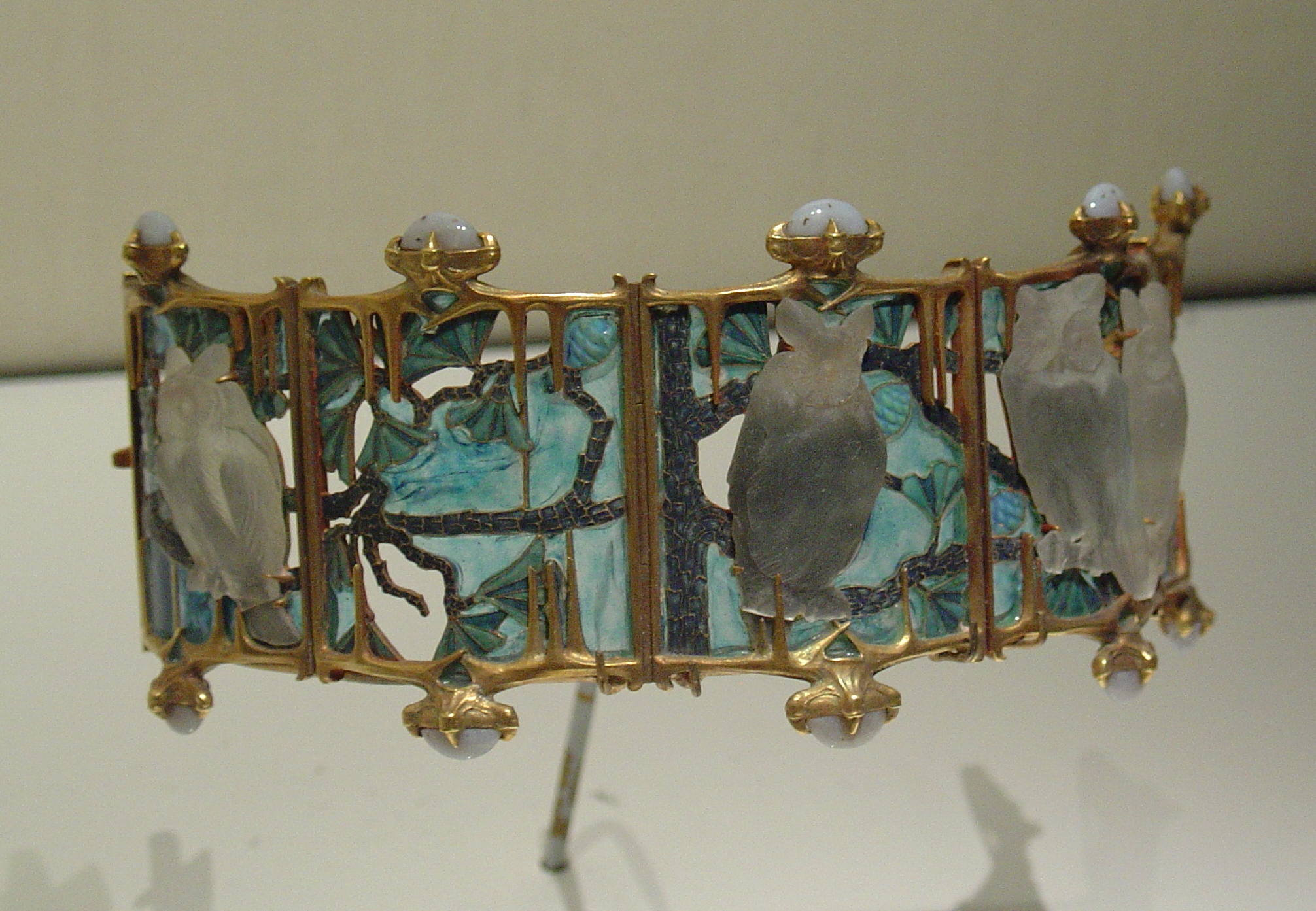
Brazalete del repertorio de René Lalique.